# Озёрское (Ленинградская область)
Озёрское (до 1948 года Вуоксенранта, фин. Vuoksenranta) — посёлок в Каменногорском городском поселении Выборгского района Ленинградской области.

## Название
Топоним Вуоксенранта в дословном переводе означает «Берег Вуоксы».
Зимой 1948 года селу Вуоксенранта было присвоено наименование Заозёрное, как указывалось в обосновании — «по географическим условиям». Через полгода название изменили на деревня Озёрская. Переименование было закреплено указом Президиума ВС РСФСР от 1 октября 1948 года.

## История
В районе Вуоксенранты поселения были уже во времена каменного века и средневековья.
Разлив Вуоксы в 1857 году из-за прорыва канала у Лосево дал Вуоксенранте тысячи гектаров более плодородных сельскохозяйственных угодий.
В начале XX века в районе села Корпилахти была обнаружена одна из старейших рыболовных сетей в мире В то время Вуоксенранта  принадлежала большому Яскискому уезду.
После долгих разногласий по поводу местоположения, в 1921 году в Вуоксенранте была основана методистская церковь (деревянный храм был построен в 1922 году в Каскиселя).

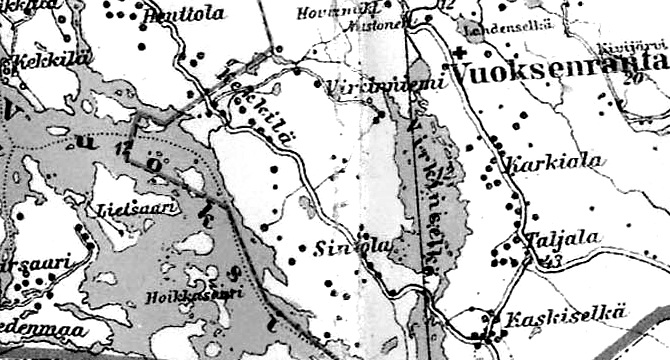
Село Вуоксенранта на финской карте 1923 года

Вуоксенранта была отделена от прихода Антреа в 1924 году. В то же время в десяти деревнях восточной части Антреа была образована волости Вуоксенранта.
В 1935 году архитектором Вяйнё Кейняненом в центре Вуоксенранты была построена лютеранская церковь. В советское время это здание служило Домом культуры, кинотеатром, тракторной мастерской колхоза и сараем. После распада Советского Союза церковь была частично отремонтирована и в ней снова пошли службы.
До 1939 года село Вуоксенранта входило в состав одноимённой волости Выборгской губернии Финляндской республики и было его административным центром.
После советско-финской войны (1941—1944) население Вуоксенранты было расселено в следующих муниципалитетах Восточного Хяме: Асиккала, Хартола, Йоутса, Луханка, Пертунмаа и Сюсмя. Небольшая деревенская община из Вуоксенранты была образована в Сомеро.
С 1 января 1940 года — в составе Карело-Финской ССР.
С 1 июля 1941 года по 31 мая 1944 года финская оккупация.
С 1 декабря 1944 года — в составе Вуосалмского сельсовета Яскинского района.
С 1 октября 1948 года учитывается административными данными как деревня Озёрское в составе Озёрского сельсовета Лесогорского района.
С 1 октября 1950 года — в составе Бородинского сельсовета Лесогорского района.
С 1 декабря 1960 года — в составе Красносокольского сельсовета Выборгского района.
В 1961 году население деревни составляло 160 человек.
По данным 1966, 1973 и 1990 годов посёлок Озёрское входил в состав Красносокольского сельсовета.
В 1997 году в посёлке Озёрское Красносокольской волости проживали 9 человек, в 2002 году — 11 человек (русские — 91 %).
В 2007 году в посёлке Озёрское Каменногорского ГП проживали 5 человек, в 2010 году — 10 человек.

## География
Посёлок расположен в северо-восточной части района на автодороге 41К-024 (Среднегорье — Топольки).
Расстояние до административного центра поселения — 23 км.
Расстояние до ближайшей железнодорожной станции Бородинское— 22 км.
Посёлок находится на левых берегах рек Лазурная и Копанка.

## Демография
| 2007 | 2010 | 2017 | 2021 |
| ---- | ---- | ---- | ---- |
| 5    | ↗10  | ↘2   | ↗15  |

## Инфраструктура
В посёлке имеется почтовое отделение.

## Достопримечательности
В посёлке сохранилась лютеранская церковь (арх. В. Кейнянен, 1935).

## Известные уроженцы
- Тату Ванханен (1929—2015) — финский политолог.

## Улицы
Железнодорожная, Кирочная, Петровская, Светлый проезд, Солнечный проезд.